# Microsoft OneNote
Microsoft Office OneNote, o simplement OneNote des de la versió de 2016, és un programa amb llicència freeware desenvolupat per Microsoft per la prendre notes, la recopilació d'informació, i la col·laboració multiusuari. OneNote permet col·locar notes (introduïdes a mà o amb teclat) i ofereix la possibilitat d'agregar dibuixos, diagrames, fotografies, elements multimèdia, àudio, vídeo, i imatges escanejades. També permet crear una impressora virtual a fi d'enviar arxius o documents des d'altres programes. Ofereix a més l'intercanvi de notes a través de l'ús compartit d'arxius o WebDAV. El producte va ser llançat en 2003 i inicialment no estava inclòs en Microsoft Office.
La versió actual és Microsoft Office OneNote 2016, i, a més de distribuir-se com a part de la suite Microsoft Office, també es distribueix com una aplicació gratuïta (amb algunes limitacions) en Windows, US X, Windows Phone, Android, iOS i s'ofereix com a part d'Office Online.
Encara que OneNote és més comunament utilitzat en portàtils o PCs d'escriptori, té característiques addicionals que permeten usar-ho en una Tablet PC per mitjà d'un estilet, que en alguns entorns són més apropiades que els teclats.

## Característiques
OneNote està dissenyat per recollir, organitzar i compartir materials sense disseny, en general per a projectes, mentre que els processadors de text i wikis solen dirigir-se a la publicació de contingut. La diferència es mostra en algunes funcions i característiques (per exemple, les pàgines poden ser tan grans com un desitgi, les imatges de mapa de bits es poden inserir sense pèrdua de qualitat, no permet l'aplicació d'un disseny de pàgina uniforme, etc).
Una de les innovacions de OneNote és la integració de funcions de cerca i indexació dins dels gràfics. OneNote pot buscar dins del text incrustat en imatges (captures de pantalla, documents escanejats, o fotografies). També pot buscar text en les anotacions manuscrites. Es pot buscar fins i tot dins d'un enregistrament d'àudio.
La seva capacitat multi-usuari permet editar una nota sense connexió i sincronitzar-la posteriorment. Això la converteix en una eina adequada per als grups els membres dels quals no sempre estan en línia. OneNote s'ha dissenyat com una eina de col·laboració i permet que més d'una persona treballi una pàgina al mateix temps.
Encara que es va dissenyar originalment per ser usada en una computadora tàctil per prendre notes manuscrites moltes persones la utilitzen com una eina general per prendre notes en qualsevol situació. És molt utilitzada en el camp de l'educació per prendre anotacions en classe.

## Format d'arxiu
Un quadern OneNote s'emmagatzema com una carpeta amb un arxiu de dades separat per a cada secció. Els arxius de OneNote tenen una extensió .one filename.
Microsoft va actualitzar el format d'arxiu dues vegades després d'haver introduït OneNote 2003 -primer en OneNote 2007, després en OneNote 2010. Els arxius de OneNote 2003 poden ser oberts tant per OneNote 2007 com per OneNote 2010 en manera de només lectura, i posteriorment actualitzats a les versions posteriors del format d'arxiu.OneNote 2010 pot llegir i escriure els formats d'arxiu de OneNote 2007. També pot convertir entre els formats 2010 i 2007.
Microsoft ha documentat el format d'arxiu OneNote. És un format obert que pot emmagatzemar contingut multimèdia variat en un sol arxiu .one.
El format d'arxiu OneNote també és compatible amb l'aplicació de presa de notes Outline per iPad i Mac. Outline pot obrir, editar i guardar quaderns en el format d'arxiu OneNote.

## Plataforma
Microsoft OneNote 2003 i superiors s'executen en Microsoft Windows 2000, Microsoft Windows XP, Microsoft Windows Vista, Windows 7, Windows 8/8.1 i Windows 10.
OneNote 2007 utilitza un format d'arxiu amb característiques millorades i diferent de OneNote 2003. Els arxius de OneNote 2003 es poden obrir en OneNote 2007 i poden també actualitzar-se al nou format per ser editat per OneNote 2007. No obstant això els arxius de OneNote 2007 no poden obrir-se en OneNote 2003.
Moltes aplicacions de Microsoft Office permeten exportar i importar documents en format ACARONI HTML, com Microsoft OneNote, Microsoft Word i Microsoft Internet Explorer. Per tant, només els navegadors que reconeixen aquest format d'arxiu poden veure els arxius de OneNote exportats. Microsoft OneNote 2007 també suporta l'exportació de notes en el format de Microsoft Word o en format PDF o XPS a través d'un complement gratuït de Microsoft.
Microsoft OneNote Mobile per a telèfons intel·ligents (Microsoft Windows Mobile 2003, 2003 ES, 5 i superior), així com Pocket PC (Microsoft Windows Mobile 5 o superior) s'inclou amb Microsoft OneNote 2007 i Microsoft One Note per Symbian Belle. Microsoft OneNote Mobile també està integrat en els sistemes operatius Microsoft Windows Mobile Professional 6.1. i altres versions com Microsoft Windows Phone 8. També hi ha un client per l'iPhone d'Apple, Android, MobileNoter, desenvolupat per BusinessWare Technologies Inc.
El 17 de març de 2014, Microsoft va llançar OneNote per Mac. És compatible amb Mac US X 10.9 i superior i pot ser descarregat gratuïtament des de la Mac App Store. Microsoft també va posar a disposició gratuïtament OneNote 2013 per a l'escriptori de Windows. Tant OneNote per Windows com per Mac es basen en un model freemium. Les característiques premium com la compatibilitat amb SharePoint, l'historial de versions i la integració amb Outlook estaven anteriorment disponibles solo per als clients de Office 365 i Office 2013, però el 13 de febrer de 2015, Microsoft va eliminar totes les restriccions de característiques del programari, excepte la creació de quaderns en l'equip local (l'edició gratuïta només permet guardar-los en el núvol de OneDrive), fent que en essència el programa sigui completament gratuït.
Microsoft OneNote s'ha convertit en una part integral de Windows 10 i la seva contraparte de telefonia mòbil, amb característiques que fan que l'aplicació estigui més en línia amb les seves contrapartes d'iPhone/iPad i Android. No obstant això, l'aplicació per Android només permet tres minuts d'enregistrament d'àudio a partir de juliol de 2017.
Des de les versions Office 365/2019, el programari "OneNote per Windows 10" no forma part de la suite de Office i pot ser descarregat gratuïtament de la tenda d'aplicacions de Microsoft. No obstant això, a partir d'aquesta versió l'emmagatzematge dels quaderns sol es pot realitzar en el núvol de OneDrive.

## Història de versions
Totes les dates de llançament corresponen a la disponibilitat general. El lliurament a la fabricació sol ser amb dos o tres mesos d'antelació.
| Llançament del producte   | Data de llançament |
| ------------------------- | ------------------ |
| First Public Announcement | 17.11.2002         |
| OneNote 2003              | 19.11.2003         |
| OneNote 2007              | 27.01.2007         |
| OneNote 2010              | 15.07.2010         |
| OneNote 2013              | 29.01.2013         |
| OneNote 2016              | 22.09.2015         |